# Paracles magna
Paracles magna là một loài bướm đêm thuộc phân họ Arctiinae, họ Erebidae.